# 井宿增十四
雙子座41，又名BD+16 1354，HD 52005、SAO 96363、HR 2615，是雙子座的一颗恒星，视星等为5.68，位于銀經199.48，銀緯9.16，其B1900.0坐标为赤經6h 54m 31s，赤緯+16° 9.16′ 2″。